# Hana Veronika Konvalinková
Hana Veronika Konvalinková (* 26. ledna 1973 Benešov) je česká politička a učitelka, v letech 2014/2015 až 2018 zastupitelka města Počátky, v letech 2017 až 2018 členka předsednictva Strany zelených.

## Život
Vystudoval obor anglický jazyk a hudební výchova na Pedagogické fakultě Univerzity Palackého v Olomouci (získala titul Mgr.). Studovala také obor překladatelství a tlumočnictví na Pedagogické fakultě Univerzity Karlovy v Praze. Působila jako lektorka, překladatelka a tlumočnice z anglického jazyka.
Spoluzaložila dvě občanská sdružení, nyní spolky Javořice a Ctibořská náves. Je předsedkyní Spolku Javořice, který organizuje akce na ochranu přírody, kulturní a komunitní aktivity. Je hlavní koordinátorkou festivalu dokumentárních filmů o lidských právech Jeden svět Pelhřimov. Pracuje také pro koordinační uskupení nevládních organizací KOUS Vysočina.
Hana Veronika Konvalinková žije ve městě Počátky na Pelhřimovsku.

## Politické působení
Od roku 2010 je členkou Strany zelených, od ledna 2017 do ledna 2018 byla též členkou předsednictva strany. Zastává také pozici předsedkyně Krajského organizace SZ Kraj Vysočina.
V komunálních volbách v roce 2010 kandidovala jako členka SZ na kandidátce KDU-ČSL do Zastupitelstva města Počátky, ale neuspěla. Také ve volbách v roce 2014 nebyla zvolena (kandidovala jako členka SZ na kandidátce subjektu "MOP - sdružení nezávislých kandidátů"), ale stala se první náhradnicí. Po rezignaci jednoho z jejích kolegů v průběhu roku 2014/2015 se nakonec stala zastupitelkou města. Ve volbách v roce 2018 post zastupitelky města obhajovala jako členka Zelených na kandidátce subjektu "Společně pro Počátky - KDU-ČSL, TOP 09, Zelení, nezávislí kandidáti", ale neuspěla.
V krajských volbách v roce 2012 kandidovala za SZ do Zastupitelstva Kraje Vysočina, ale neuspěla. Zvolena nebyla ani ve volbách v roce 2016, kdy kandidovala jako členka SZ za subjekt "Žijeme Vysočinou - TOP 09 a Zelení".
Ve volbách do Poslanecké sněmovny v roce 2013 kandidovala jako lídryně SZ v Kraji Vysočina, strana se však do Sněmovny nedostala. Stejně tak neuspěla ve volbách do Evropského parlamentu v roce 2014.
Ve volbách do Poslanecké sněmovny PČR v roce 2017 byla lídryní Zelených v Kraji Vysočina, ale neuspěla.